# EC Jacuipense
EC Jacuipense is een Braziliaanse voetbalclub uit Riachão do Jacuípe in de staat Bahia.

## Geschiedenis
De club werd opgericht in 1965. In 1989 werd het een profclub en trad in de tweede klasse van de staatscompetitie aan. De club werd meteen kampioen en promoveerde naar de hoogste klasse, waar ze vier seizoenen speelden. In 1996 keerde de club  eenmalig terug. Tot 2006 speelde de club nog in de tweede klasse en werd dan weer een amateurclub. In 2011 maakten ze hun rentree en in 2012 speelden ze de finale om de titel tegen Botafogo de Salvador. Ze verloren, maar dit leverde hen wel een promotie op en een terugkeer bij de staatselite na zeventienjaar.
In het eerste seizoen werd de club vierde. Het volgende seizoen nam de club deel aan de nationale Série D en bereikte daar de kwartfinale, die ze verloren van Confianca. In 2016 kon de club maar net de degradatie vermijden na winst in de barrage tegen Feirense. In 2017 werd de club vijfde en plaatse zich zo voor de Série D 2018. De club werd tweede in zijn groep, maar de twee slechtste tweedes gingen niet naar de volgende ronde en door een slechter doelsaldo viel de club uit de boot. In 2019 nam de club opnieuw deel en won nu vijf van de zes wedstrijden in de groepsfase. Hierna versloeg de club nog Central, América de Natal en Floresta. In de halve finale verloren ze van Manaus, maar door het bereiken van de halve finale was de promotie naar de Série C wel een feit. In 2021 degradeerde de club weer.